# Daniel Tarone
Daniel Tarone (* 26. Oktober 1975 in Basel) ist ein schweizerisch-italienischer Fussballspieler.
Daniel Tarone begann seine Karriere 1993 beim FC Zürich. Nach sechs Jahren wechselte er dann erstmals zum FC Aarau. Nach nur gerade einer Saison wurde er dann zur AC Bellinzona transferiert. Dort wurde er jedoch nicht glücklich und kehrte so ein Jahr später zum FC Aarau zurück. Eine Saison später wechselte er erneut, nämlich zu seinem Stammverein FC Zürich. In Zürich spielte er dann auch weitere drei Jahre, ehe er sein Glück in Schaffhausen versuchte. Als der FC Schaffhausen zwei Jahre später in die zweite Liga abstieg, wechselte er zum FC Aarau. Im Juni 2009 wechselte er zum FC Baden, dem er bis Jahresende angehörte. Seine letzte Station als aktiver Fussballer verbrachte Tarone beim FC Wohlen, wo er seine Karriere ausklingen liess.
Unter Jeff Saibene und Josef Zinnbauer war er Co-Trainer des FC St. Gallen. Zusammen mit Zinnbauer wurde Tarone im Mai 2017 freigestellt. Da sein Vertrag aber noch bis Sommer 2018 lief, wurde er per Februar 2018 als Konditionstrainer im Nachwuchs wieder einberufen. Im Sommer 2018 wurde er für zwei Monate vom SV Gutenstetten-Steinachgrund in der deutschen Bezirksliga Mittelfranken-Nord engagiert.